# Broken Angel (bài hát)
"Broken Angel" là đĩa đơn của ca sĩ người Iran Arash, được Warner Music phát hành vào năm 2010. Bài hát có sự góp mặt của ca sĩ Thụy Điển Helena, và có sự xuất hiện của diễn viên Marianne Puglia trong video âm nhạc (MV). MV của bài hát này là MV có nhiều lượt xem nhất của kênh YouTube Arash.

## Danh sách track
Nguồn
| CD single | CD single      | CD single  |
| STT       | Nhan đề        | Thời lượng |
| --------- | -------------- | ---------- |
| 1.        | "Broken Angel" | 3:11       |

| CD maxi-single | CD maxi-single                        | CD maxi-single |
| STT            | Nhan đề                               | Thời lượng     |
| -------------- | ------------------------------------- | -------------- |
| 1.             | "Broken Angel" (Payami Dub Version)   | 5:27           |
| 2.             | "Broken Angel" (Dark Heaven Radio Mx) | 3:45           |
| 3.             | "Broken Angel" (Ali Payami Remix)     | 5:56           |

## Bảng xếp hạng

### Bảng xếp hạng hàng tuần
| Bảng xếp hạng (2011–2022) | Vị trí cao nhất |
| ------------------------- | --------------- |
| CIS (Tophit)              | 3               |
| European Hot 100 Singles  | 39              |
| Hy Lạp (IFPI)             | 12              |
| Hungary (Single Top 40)   | 38              |
| Nga Airplay (Tophit)      | 3               |
| Ukraina Airplay (Tophit)  | 7               |

### Bảng xếp hạng hàng tháng
| Bảng xếp hạng (2011)     | Vị trí |
| ------------------------ | ------ |
| Russia Airplay (TopHit)  | 3      |
| Ukraine Airplay (TopHit) | 12     |

### Bảng xếp hạng cuối năm
| Bảng xếp hạng (2011)     | Vị trí |
| ------------------------ | ------ |
| Russia Airplay (TopHit)  | 7      |
| Russian Digital Singles  | 14     |
| Ukraine Airplay (TopHit) | 59     |

| Bảng xếp hạng (2012)    | Vị trí |
| ----------------------- | ------ |
| Russia Airplay (TopHit) | 174    |

## Chứng nhận
| Quốc gia   | Chứng nhận  |
| ---------- | ----------- |
| Nga (NFPF) | 5× Bạch kim |